# Marc-Michel Rey

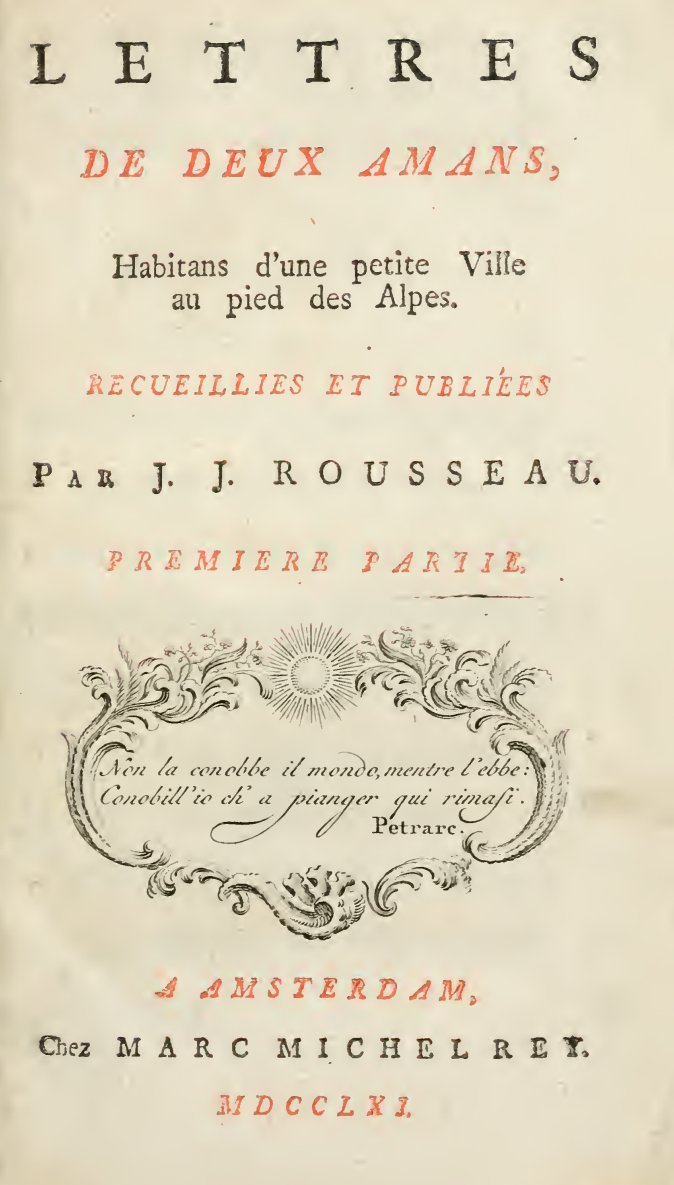
Titelblatt der Erstausgabe der Nouvelle Héloïse, noch unter dem ursprünglichen Titel „Lettres de deux amans“, Verlag Marc-Michel Rey, Amsterdam 1761

Marc-Michel Rey (* 5. Mai 1720 in Genf; † 8. Juni 1780 in Amsterdam) war ein niederländischer Verleger und Förderer der Literatur der Aufklärung.

## Leben und Wirken
Rey war Sohn französischer Hugenotten. Sein Vater war Isaac Rey (* ca. 1695) und seine Mutter die Marguerite du Seigneur (* ca. 1697). Eigenen Angaben zufolge habe er nur eine geringe Schulbildung gehabt.  Er absolvierte von 1733 bis 1744 eine Lehre bei einem Genfer Buchhändler und Verleger Marc-Michel Bosquet. Dann folgte, im Jahre 1744, der Umzug nach Amsterdam, wo er die Bürgerrechte erwarb und ein Verlagsgeschäft eröffnete. In Amsterdam wurde er schon 1755 zum wichtigsten Verleger der französischen Aufklärung. Insbesondere Rousseaus Werke (u. a. Nouvelle Héloise) erschienen im Erstdruck bei ihm.
Auch das System der Natur von Paul Henri Thiry d’Holbach wurde 1770 hier verlegt, aber mit Jean-Baptiste de Mirabaud (1675–1760) als Autor und London als Verlagsort im Titelblatt.
Am 24. April 1747 heiratete er in Buiksloot (Amsterdam), Elisabeth Bernard, die Tochter des Buchhändlers und Verlegers Jean Frédéric Bernard. Sie hatten zwei Kinder Isaac Rey (* 1748) und Marguerite Jeanne Rey (* 1749).